# Pacyfikacja KWK Staszic
Pacyfikacja KWK Staszic – pacyfikacja górników Kopalni Węgla Kamiennego Staszic w Katowicach.
12 grudnia 1981 w kopalni rozpoczęty został strajk okupacyjny. Następnego dnia w związku z wprowadzeniem na terytorium PRL-u stanu wojennego protest zostaje zawieszony a większość pracowników dostosowując się do decyzji władz opuszcza kopalnię. Pozostała grupa (około 300 górników) powołuje nowy komitet strajkowy pod kierownictwem Zdzisława Dudy, który złożony jest z osób niepełniących funkcji związkowych. Przeciwko tej decyzji wystąpił ówczesny przewodniczący zakładowej Solidarności. Nowy komitet zyskując poparcie większości zebranych oraz górników kończących nocną zmianę okupuje kopalnię.
15 grudnia ok. godziny 9.00 przez rozbite SKOTAMI bramy wkraczają oddziały ZOMO, napotykając niewielki opór kilkudziesięcioosobowej grupy w pobliżu składu drewna. W tej grupie znajdował się przywódca strajku Duda i jego zastępca Paweł Zaborowski. Obu udało się razem z większością tej grupy uciec i uniknąć aresztowania (poszukiwany był listem gończym).
Wyroki za organizację strajku otrzymali:
- Kazimierz Krawczyk − 1,5 roku więzienia
- Seweryn Mąkosa − 1 rok
- Władysław Barwin − 1 rok
- Jan Jaworski − 3 lata
- Leszek Kuliński − 4 lata

Duda uniknął wyroku dzięki nieporozumieniu organów ścigania. Kiedy prokuratura szukała go po całym kraju był od 16 grudnia internowany.